# 文學期刊
文學期刊（英語：literary magazine），或稱文學雜志，在廣義上汎指專注于文學内容的期刊。文學雜志通常發表的内容包括短篇小説、詩歌、散文、文學批評、書評、訪談、書信與作家傳記。此類雜志在英文當中也時常被稱作（意即「文學學報」）或（意即「小雜志」），以與規模較大的商業性雜志加以區分。
在文學雜志之概念中，小雜志（little magazine，或）一詞也特指專門發表實驗文學與較小知名度的作家所寫的非主流作品的雜志，因而通常不以營利爲目的、發行次數也沒有規律。
早期具有代表性的範例有設立于美國波士頓、由拉尔夫·沃尔多·爱默生與瑪格麗特·富勒主編的超驗主義刊物《日晷》（1840），以及源自英國倫敦、由阿瑟·西蒙斯主編的反維多利亞時代唯物主義刊物《薩沃伊》（1896）。小雜志的存在爲20世紀的詩人們起到了至關重要的作用，使之能夠造就諸如現代主義與後現代主義這樣的世界性前衛運動。